# Ukrainische Snooker-Meisterschaft 2022
Die ukrainische Snooker-Meisterschaft 2022 war ein Snookerturnier, das vom 22. bis 23. Oktober 2022 im BK Lider in der ukrainischen Hauptstadt Kiew stattfand.
Ukrainischer Meister wurde zum dritten Mal nach 2018 und 2021 Wladyslaw Wyschnewskyj. Der Titelverteidiger setzte sich im Finale gegen den elfjährigen Matwij Lahodsynskyj mit 4:1 durch. Denys Chmelewskyj und Petro Sydorenko belegten den dritten Platz.

## Modus
Die 17 Teilnehmer wurden in vier Gruppen eingeteilt, in denen sie im Round-Robin-Modus gegeneinander antraten. Die zwei Bestplatzierten jeder Gruppe qualifizierten sich für die Finalrunde, in der das Turnier im K.-o.-System fortgesetzt wurde.

## Vorrunde

### Gruppe A
| Platz | Spieler                | G | V | Frames |
| ----- | ---------------------- | - | - | ------ |
| 1     | Wladyslaw Wyschnewskyj | 4 | 0 | 8:0    |
| 2     | Andrij Kljestow        | 3 | 1 | 6:4    |
| 3     | Kyrylo Bajdala         | 2 | 2 | 5:5    |
| 4     | Wladyslaw Derewjanko   | 1 | 3 | 4:6    |
| 5     | Denys Luhowyj          | 0 | 4 | 0:8    |

| Spiel | Spieler 1              | Ergebnis | Spieler 2            |
| ----- | ---------------------- | -------- | -------------------- |
| 1     | Wladyslaw Wyschnewskyj | 02:02    | Kyrylo Bajdala       |
| 2     | Denys Luhowyj          | 20:20    | Wladyslaw Derewjanko |
| 3     | Wladyslaw Wyschnewskyj | 02:02    | Andrij Kljestow      |
| 4     | Kyrylo Bajdala         | 12:12    | Wladyslaw Derewjanko |
| 5     | Wladyslaw Wyschnewskyj | 02:02    | Wladyslaw Derewjanko |
| 6     | Andrij Kljestow        | 02:02    | Denys Luhowyj        |
| 7     | Wladyslaw Wyschnewskyj | 02:02    | Denys Luhowyj        |
| 8     | Andrij Kljestow        | 12:12    | Kyrylo Bajdala       |
| 9     | Denys Luhowyj          | 20:20    | Kyrylo Bajdala       |
| 10    | Wladyslaw Derewjanko   | 21:21    | Andrij Kljestow      |

### Gruppe B
| Platz | Spieler             | G | V | Frames |
| ----- | ------------------- | - | - | ------ |
| 1     | Matwij Lahodsynskyj | 3 | 0 | 6:0    |
| 2     | Jurij Smyrnow       | 2 | 1 | 4:2    |
| 3     | Roman Blakyta       | 1 | 2 | 2:5    |
| 4     | Witalij Jazenko     | 0 | 3 | 1:6    |

| Spiel | Spieler 1           | Ergebnis | Spieler 2       |
| ----- | ------------------- | -------- | --------------- |
| 1     | Matwij Lahodsynskyj | 02:02    | Roman Blakyta   |
| 2     | Jurij Smyrnow       | 02:02    | Witalij Jazenko |
| 3     | Matwij Lahodsynskyj | 02:02    | Witalij Jazenko |
| 4     | Roman Blakyta       | 20:20    | Jurij Smyrnow   |
| 5     | Matwij Lahodsynskyj | 02:02    | Jurij Smyrnow   |
| 6     | Witalij Jazenko     | 21:21    | Roman Blakyta   |

### Gruppe C
| Platz | Spieler           | G | V | Frames |
| ----- | ----------------- | - | - | ------ |
| 1     | Denys Chmelewskyj | 3 | 0 | 6:1    |
| 2     | Dmytro Ossypenko  | 2 | 1 | 4:3    |
| 3     | Oleh Waskowskyj   | 1 | 2 | 3:4    |
| 4     | Walerij Kowtun    | 0 | 3 | 1:6    |

| Spiel | Spieler 1         | Ergebnis | Spieler 2        |
| ----- | ----------------- | -------- | ---------------- |
| 1     | Denys Chmelewskyj | 02:02    | Dmytro Ossypenko |
| 2     | Walerij Kowtun    | 20:20    | Oleh Waskowskyj  |
| 3     | Denys Chmelewskyj | 12:12    | Oleh Waskowskyj  |
| 4     | Dmytro Ossypenko  | 12:12    | Walerij Kowtun   |
| 5     | Denys Chmelewskyj | 02:02    | Walerij Kowtun   |
| 6     | Oleh Waskowskyj   | 20:20    | Dmytro Ossypenko |

### Gruppe D
| Platz | Spieler             | G | V | Frames |
| ----- | ------------------- | - | - | ------ |
| 1     | Petro Sydorenko     | 3 | 0 | 6:0    |
| 2     | Jurij Semko         | 2 | 1 | 4:3    |
| 3     | Oleksandr Kassjanow | 1 | 2 | 3:4    |
| 4     | Oleksandr Kalabajew | 0 | 3 | 0:6    |

| Spiel | Spieler 1           | Ergebnis | Spieler 2           |
| ----- | ------------------- | -------- | ------------------- |
| 1     | Jurij Semko         | 20:20    | Petro Sydorenko     |
| 2     | Oleksandr Kassjanow | 02:02    | Oleksandr Kalabajew |
| 3     | Jurij Semko         | 02:02    | Oleksandr Kalabajew |
| 4     | Petro Sydorenko     | 02:02    | Oleksandr Kassjanow |
| 5     | Jurij Semko         | 12:12    | Oleksandr Kassjanow |
| 6     | Oleksandr Kalabajew | 20:20    | Petro Sydorenko     |

## Finalrunde
|  | Viertelfinale          | Viertelfinale       |                        |   | Halbfinale | Halbfinale |  |  | Finale | Finale |
|  |                        |                     |                        |   |            |            |  |  |        |        |
|  | Wladyslaw Wyschnewskyj | 3                   |                        |   |            |            |  |  |        |        |
|  | Dmytro Ossypenko       | 1                   |                        |   |            |            |  |  |        |        |
|  | Dmytro Ossypenko       | 1                   | Wladyslaw Wyschnewskyj | 4 |            |            |  |  |        |        |
|  |                        |                     | Wladyslaw Wyschnewskyj | 4 |            |            |  |  |        |        |
|  |                        | Denys Chmelewskyj   | 3                      |   |            |            |  |  |        |        |
|  | Andrij Kljestow        | Denys Chmelewskyj   | 3                      | 2 |            |            |  |  |        |        |
|  | Andrij Kljestow        |                     |                        | 2 |            |            |  |  |        |        |
|  | Denys Chmelewskyj      | 3                   |                        |   |            |            |  |  |        |        |
|  |                        |                     | Wladyslaw Wyschnewskyj | 4 |            |            |  |  |        |        |
|  |                        | Matwij Lahodsynskyj | 1                      |   |            |            |  |  |        |        |
|  | Petro Sydorenko        | 3                   |                        |   |            |            |  |  |        |        |
|  | Jurij Smyrnow          | 0                   |                        |   |            |            |  |  |        |        |
|  | Jurij Smyrnow          | 0                   | Petro Sydorenko        | 2 |            |            |  |  |        |        |
|  |                        |                     | Petro Sydorenko        | 2 |            |            |  |  |        |        |
|  |                        | Matwij Lahodsynskyj | 4                      |   |            |            |  |  |        |        |
|  | Jurij Semko            | Matwij Lahodsynskyj | 4                      | 2 |            |            |  |  |        |        |
|  | Jurij Semko            |                     |                        | 2 |            |            |  |  |        |        |
|  | Matwij Lahodsynskyj    | 3                   |                        |   |            |            |  |  |        |        |

## Finale
| Finale: Best of 7 Frames BK Lider, Kiew, Ukraine, 23. Oktober 2022 |                |                     |
| Wladyslaw Wyschnewskyj                                             | 4:1            | Matwij Lahodsynskyj |
| 62:36, 73:21, 69:42, 18:79, 64:29                                  |                |                     |
| –                                                                  | Höchstes Break | –                   |
| –                                                                  | Century-Breaks | –                   |
| –                                                                  | 50+-Breaks     | –                   |